# Isaac Alexander
Isaac Alexander (Ratisbona, 22 agosto 1722 – 1802) è stato uno scrittore tedesco.
Visse nel sud della Germania nella seconda metà del XVIII secolo, e scrisse molte opere filosofiche, da un punto di vista razionalista.

## Opere
- Von dem Dasein Gottes, die Selbstredende Vernunft, Ratisbon, 1775;
- Anmerkungen über die Erste Geschichte der Menschheit nach dem Zeugnisse Mosis, Nuremberg, 1782;
- Vereinigung der Mosaischen Gesetze mit dem Talmud, Ratisbon, 1786;
- Einheitsgedichte, a traduzione in lingua tedesca da Shir ha-Yiḥud, Ratisbon, 1788;
- Abhandlung von der Freiheit des Menschen, and Kleine Schriften, Ratisbon, 1789.